# Wieczór z Władimirem Sołowjowem
Wieczór z Władimirem Sołowjowem (ros. Вечер с Владимиром Соловьёвым) – rosyjski talk-show o tematyce społeczno-politycznej, emitowany pierwotnie na kanale NTV, a później na kanale Rossija 1. Gospodarzem programu jest Władimir Sołowjow.
Według powszechnego konsensusu, Wieczór z Władimirem Sołowjowem całkowicie wpisuje się w linię propagandy Federacji Rosyjskiej.

## Wydania specjalne
W przypadku sytuacji kryzysowych na dużą skalę lub ważnych wydarzeń w kraju lub za granicą, program jest emitowany bez ustalonego czasu antenowego.
- W dniach 2 grudnia 2007 r.[4] i 2 marca 2008 r.[5] NTV wyemitowała specjalne wydania programu poświęcone wynikom wyborów parlamentarnych i prezydenckich w Rosji. W programie wystąpili politycy i politolodzy, a dwie linie zostały ustawione do głosowania SMS-owego i odpowiadania na pytania zadawane przez redakcję programu. Zawierały one dwie opcje - „Tak” i „Nie”. Transmisja była przeplatana wtrąceniami ze studia programu „Siegodnia”, gdzie pracowali prowadzący Kiriłł Pozdniakow, Aleksiej Piwowarow i Aleksander Jakowenko.

- Podobne programy specjalne zostały wyemitowane na kanale Rossija-1 18 września 2016 roku i 18 marca 2018 roku[6]. Były one poświęcone odpowiednio wynikom wyborów do Dumy Państwowej VII kadencji i wyborów prezydenckich w Rosji, ale w tych przypadkach nie było głosowania SMS-owego. W 2016 r. transmisja została przerwana na włączenie programu Wiesti z Ernestem Mackewiciusem, w 2018 r. na specjalne wydania programu 60 minut z Jewgienijem Popowem i Olgą Skabiejewą, a w 2021 r. w ramach specjalnej transmisji „Rosja głosuje!”.
- 14 lutego 2015 r. o godz. 18:00 wyemitowano specjalne wydanie programu poświęcone Formatowi normandzkiemu.
- 28 lutego 2015 r. o godz. 14:20 nadano specjalne wydanie programu poświęcone zabójstwu Borysa Niemcowa, rosyjskiego polityka, współprzewodniczącego partii PARNAS[7].
- 28 września 2015 r. w godzinach od 17:20 do 20:00 i od 21:00 do 2:00 wyemitowano specjalne wydania programu na temat przemówienia Władimira Putina na Zgromadzeniu Ogólnym ONZ, w tym transmisję na żywo samego przemówienia[8].
- 24 lipca 2016 roku, kiedy rozstrzygała się kwestia dopuszczenia Rosjan do udziału w Letnich Igrzyskach Olimpijskich w Rio de Janeiro, specjalne wydanie programu na ten temat zostało wyemitowane również w niedzielę[9].
- 7 listopada 2017 r. wyemitowano specjalne wydanie programu poświęcone 100. rocznicy rewolucji październikowej.
- Od 28 lutego do 15 marca 2018 roku, w okresie kampanii przedwyborczej, program wyemitował blok debat telewizyjnych z udziałem kandydatów na urząd prezydenta Federacji Rosyjskiej[10].
- W dniu 14 kwietnia 2018 r. w sobotę wyemitowano specjalne wydanie programu poświęcone atakom na Damaszek i Hims.
- W dniu 9 grudnia 2019 r. o godz. 23:20 wyemitowano specjalne wydanie programu poświęcone Formatowi normandzkiemu, które obejmowało transmisję na żywo z konferencji prasowej.
- 16 czerwca 2021 r. wyemitowano specjalne wydanie programu poświęcone spotkaniu Joe Bidena i Władimira Putina w Genewie.
- 7 grudnia 2021 r. wyemitowano specjalne wydanie programu poświęcone wynikom minionych negocjacji między prezydentami Rosji i Stanów Zjednoczonych w trybie wideokonferencji.
- Począwszy od 21 lutego 2022 r. wszystkie odcinki programu są emitowane jako specjalne. Pierwsze z nich poświęcone były uznaniu przez Rosję Donieckiej i Ługańskiej Republik Ludowych, a od 24 lutego - początkowi rosyjskiej inwazji na Ukrainę. Kolejny program specjalny na ten sam temat został wyemitowany 25 lutego o 21:20 (zamiast programu humorystycznego „Humorina”), a 27 lutego o 17:30 (zamiast programu „Taniec z gwiazdami”) i 22:40 wyemitowano dwa programy specjalne jednocześnie (ten sam schemat zastosowano 13 marca). Od 28 lutego odcinki specjalne o tej samej tematyce emitowane są codziennie, z wyjątkiem piątku i soboty: w dni powszednie o 21:20 zamiast wieczornego serialu. (od 29 sierpnia - po nim o 22:20) oraz w niedziele według zwykłego harmonogramu.
- 30 września 2022 r. o godz. 0:00 wyemitowano specjalne wydanie programu poświęcone rosyjskiej aneksji obwodów donieckiego, ługańskiego, chersońskiego i zaporoskiego na Ukrainie.

## Techniki propagandy
Z badania przeprowadzonego na podstawie 8 odcinków programu w okresie 24 lutego 2022 – 26 lutego 2023 r. wynika, że Sołowjow regularnie wykorzystuje w swojej retoryce sformułowania odnoszące się do „nazizmu”, „wyzwalania” [terytoriów ukraińskich] i „zagrożenia wobec Rosji”. Ponadto w programie regularnie pojawiają się odniesienia dotyczące rzekomego ludobójstwa rosyjskojęzycznej mniejszości w Donbasie, retoryka antyzachodnia i hasła odnoszące się do jedności narodów rosyjskiego i ukraińskiego (Noworosja, Russkij mir).
Władimir Sołowjow często kończy program stwierdzeniem „Jesteśmy Rosjanami, Bóg jest z nami” lub „Zwycięstwo będzie nasze”. W ocenie Katarzyny Chawryło, analityczki Ośrodka Studiów Wschodnich, komunikuje to odbiorcom, że Rosjanie są narodem wyjątkowym, uprzywilejowanym i dobrym. Ponadto zwycięstwo to jest obecnie fundamentem rosyjskiej tożsamości państwowej, źródłem dumy i poczucia wyższości nad innymi narodami.

## Kontrowersje
W sierpniu 2017 r. kanały telewizyjne Rossija-1 i RTR-Planeta zostały skrytykowane przez Litewską Komisję Radia i Telewizji za podżeganie do wojny i nienawiści poprzez serię audycji na tych kanałach. Litewskie władze były oburzone treścią audycji Sołowjowa z 31 maja 2017 r., podczas której lider LDPR Władimir Żyrinowski zaproponował „postawienie ultimatum państwom bałtyckim, aby wycofały wszystkie wojska NATO na odległość 300 km od granic Rosji”, a jeśli tego nie zrobią – „podjęcie określonych działań”. W odpowiedzi na zarzuty, szef Dyrekcji Stosunków Międzynarodowych VGTRK, Peter Fedorow stwierdził, że wszelka krytyka dotycząca programów jest niesprawiedliwa, a opinie ekspertów są „swobodnym wyrażaniem przez ludzi ich punktu widzenia”.